# 2003 UN284
2003 UN284, também escrito como 2003 UN284, é um objeto transnetuniano (TNO) que está localizado no cinturão de Kuiper, uma região do Sistema Solar. Ele é classificado como um cubewano. O mesmo possui uma magnitude absoluta de 7,5 e tem um diâmetro estimado com cerca de 124 km. Este corpo celeste é um sistema binário, o outro componente, o S/2003 (2003 UN284) 1, possui um diâmetro estimado em cerca de 83 km.

## Descoberta
2003 UN284 foi descoberto no dia 24 de outubro de 2003 através do Observatório de Kitt Peak que está situado no Arizona, EUA.

## Órbita
A órbita de 2003 UN284 tem uma excentricidade de 0,004 e possui um semieixo maior de 42,674 UA. O seu periélio leva o mesmo a uma distância de 42,505 UA em relação ao Sol e seu afélio a 42,843 UA.